# Zazuar
Zazuar ist ein Ort und eine Gemeinde (municipio) mit 209 Einwohnern (Stand: 2024) im Süden der spanischen Provinz Burgos in der autonomen Region Kastilien-León.

## Lage und Klima
Der Ort Zazuar liegt in der Iberischen Meseta etwa 300 m vom Nordufer des Río Arandilla, einem nördlichen Nebenfluss des Río Duero, entfernt in einer Höhe von ca. 835 m. Die Provinzhauptstadt Burgos befindet sich ca. 87 km (Fahrtstrecke) nördlich; die Entfernung nach Aranda de Duero beträgt etwa 13 km in westlicher Richtung, die sehenswerte Kleinstadt Peñaranda de Duero liegt etwa 6 km östlich.  Das Klima ist gemäßigt bis warm; der eher spärliche Regen (ca. 475 mm/Jahr) fällt – mit Ausnahme der Sommermonate – übers Jahr verteilt.

## Toponym
Der Name Zazuar leitet sich wahrscheinlich aus dem keltischen oder keltiberischen Aza-or ab, was so viel bedeutet wie „felsige Anhöhe“ oder „steiniger Hügel“.

## Bevölkerungsentwicklung
| Jahr      | 1857 | 1900  | 1950  | 2000 | 2017 |
| Einwohner | 878  | 1.037 | 1.032 | 262  | 232  |

Infolge der Mechanisierung der Landwirtschaft und des daraus resultierenden Arbeitsplatzmangels ist die Zahl der Einwohner seit der Mitte des 20. Jahrhunderts deutlich rückläufig (Landflucht). Die Gemeinde gehört heute zur bevölkerungsarmen Serranía Celtibérica.

## Wirtschaft
Der Ort bildete vom Mittelalter bis in die erste Hälfte des 20. Jahrhunderts hinein das handwerkliche und merkantile Zentrum mehrerer Dörfer und Einzelgehöfte in der Umgebung. Heute ist – neben dem Weinbau im klassifizierten Weinbaugebiet Ribera del Duero – der Tourismus in Form der Vermietung von Ferienwohnungen die wichtigste Einnahmequelle der Gemeinde.

## Geschichte
Bereits in keltischer oder keltiberischer Zeit war die Gegend um Zazuar besiedelt. Aus römischer, westgotischer und selbst aus maurischer Zeit fehlen jedoch entsprechende Funde. Während und nach der islamischen Eroberung der Iberischen Halbinsel entvölkerte sich das Gebiet, welches erst im frühen 10. Jahrhundert zurückerobert (reconquista)  und unter dem kastilischen Grafen Gonzalo Fernández de Burgos bis zum Duero wiederbesiedelt (repoblación) wurde. Es entstand eine erste Burg (castillo), die jedoch im 16. Jahrhundert umgestaltet wurde. Der Ortsname Sozuuar wird erstmals im Jahr 1177 urkundlich erwähnt.

## Sehenswürdigkeiten
- Der Bau der riesigen Iglesia San Andrés wurde im 16. Jahrhundert begonnen; bis zur Fertigstellung dauerte es jedoch etwa 200 Jahre. Der Turm mit seiner Kuppelbekrönung mit Laterne ist für die Region eher ungewöhnlich. Das dreischiffige Innere wird von Rippengewölben überspannt, die deutliche Bezüge zur Gotik erkennen lassen; lediglich die östlichen Joche grenzen sich durch dekorativere Rippenmuster von den übrigen Jochen ab. Drei barocke Altarretabel schmücken die Apsis und die Ostwände der Seitenschiffe.
- Eine imposante spätgotische Gerichtssäule (rollo de justicia), ein Zeichen städtischer Selbstverwaltung, wurde mitten auf der halbrund angelegten Plaza Mayor aufgestellt. Sie erscheint auch im Ortswappen.
- Mehrere Weinkeller (bodegas) wurden in den vergangenen Jahrhunderten in den Hang hineingetrieben.
- Die Ermita de San Vítores steht am Ortseingang und stammt aus dem 17. Jahrhundert.